# Parvamussium sayanum
Parvamussium sayanum is een tweekleppigensoort uit de familie van de Propeamussiidae. De wetenschappelijke naam van de soort is voor het eerst geldig gepubliceerd in 1886 door Dall.